# Jörn Peter Budesheim
Jörn Peter Budesheim (* 20. Januar 1960 in Marburg an der Lahn) ist ein deutscher bildender Künstler mit dem Schwerpunkt Zeichnung.

## Werdegang
Budesheim wurde 1960 in Marburg geboren. Von 1970 bis 1982 lebte er in Saarbrücken und arbeitete dort als Maler. Von 1982 bis 1986 studierte er Malerei bei Rolf Lobeck an der Hochschule für bildende Künste in Kassel. Kurz nach seinem Abschluss erhielt er als einer der ersten den Kulturpreis der Stadt Kassel. Von 2016 bis 2022 war er im Vorstand des documenta forums in Kassel. Ebenfalls 2016 wurde er Mitglied des Kunstbalkons, einer Produzentengalerie in Kassel, in der er bis heute aktiv ist und gemeinsam mit 10 weiteren Künstlern Ausstellungen regionaler und überregionaler Künstler organisiert. Seit 2019 arbeitet er im Team des Hugenottenhauses, einem Ausstellungsort in Kassel.

## Werk
Anlässlich der ersten institutionellen Einzelausstellung (Mai bis Juli 2022) von Jörn Budesheim im Saarland in der Galerie im KuBa schrieb Andreas Bayer, künstlerischer Leiter des Kulturzentrums am EuroBahnhof Saarbrücken und Direktor des Instituts für aktuelle Kunst im Saarland, über das zeichnerische Werk:

„Zeichnungen als Arbeitsfelder künstlerischer Denkmodelle, als Areale der Entwicklung hypothetischer Narration, das Blatt Papier als Versuchsgelände motivscher und inhaltlicher Überlagerungen. Der Künstler Jörn Peter Budesheim arbeitet in den letzten Jahren vorrangig im Medium der Zeichnung, die er auf das klassische DIN-A4-Format begrenzt. Trotz des kleinen Formats entfaltet der Künstler in seinen Zeichnungen einen überbordenden Weltreichtum, in dessen Zentrum er den Menschen mit seinen lebensweltlichen Erfahrungsbedingungen und träumerischen Erlebnisvorstellungen rückt.“

## Ausstellungen (Auswahl)

### Einzelausstellungen
- 1978: Der höhere, der mittlere, der tiefere Sinn, Theater „Blaue Maus“, Saarbrücken
- 2015: Zu wahr, um schön zu sein, KulturNetz, Kassel
- 2015: "Der höhere, der tiefere und der mittlere Sinn[3]", Galerina Steiner, Berlin
- 2019: Der plötzliche Damenbart, 17QM Marburg
- 2022: Mittlerer Sinn, Zeichnungen, KuBa, Saarbrücken[4]

### Gruppenausstellungen (Auswahl)
- 1981: Karton/Leicht beschädigt Moderne Galerie Saarbrücken
- 1982: “Kunstsituation Saar”, Glaskasten Marl
- 1983: Vom Flüstern der Neigung zum Grollen des Wahnsinns Orangerie Kassel, (Frankfurt, Hamburg, Amsterdam)
- 1984: “Make Love Not War”, Kunsthochschule Kassel/Kunstverein Kassel
- 1987: Warum gab es das nicht schon früher, Kunsthochschule Kassel, Borstel, Budesheim, Hohmann
- 1988: Hunde wollt ihr ewig malen, Fabrik Salzmann Kassel,
- 1989: Lausige Schatten[5], Kunsthalle Fridericianum Kassel, Bachler, Budesheim, Hohmann
- 1990: Futurismus und Rationalismus zwischen den Weltkriegen. Italiens Moderne[6]”, Kunsthalle Fridericianum, Gruppe IMITAT
- 2008: Trashing Adorno, Luminale in Frankfurt, Adorno Platz, Wanzke, Budesheim
- 2016: “Irritationen”, Südflügel Kulturbahnhof, 387, Kassel
- 2020: Begegnungen, Kunstbalkon zu Gast in der Koppelkerk NL
- 2020: Alle Farben malen Schwarz, Kunstbalkon zu Gast in Frankfurt Eulengasse
- 2021: Doppelzimmer mit Kathrin Brömse, Jörn Budesheim, Hugenottenhaus, Kassel,
- 2021: Licht, Kassel, Weinbergterrassen

## Sonstiges
- 1978: Bühnenbild für "War einmal ein Revoluzzer – zu Erich Mühsam" Theater „Blaue Maus“, Saarbrücken
- 1986–1994: "Blaugrau bleibt Blaugrau[7]", Aufführungsorte (Auswahl): Neue Galerie Kassel, Rahmenprogramm documenta VIII, Festival di Morgana, Goethe-Institut Palermo, Stadsschouwburg Utrecht, Shaffytheater Amsterdam, steirischerherbst ... (Wanzke, Steger, Budesheim), die Arbeit befindet sich in der Sammlung des ZKM, Karlsruhe[8]
- 2021: "Investitionsruinen", Zeichnungen im Gedichtband von Jana Volkmann, Limbus-Verlag[9]
- 2022/2023: Mehrere Ankäufe des Museums für Sepulkralkultur: 04.2022, Zeichenzyklus "leb'n entleib'n"[10] und 02.2023, die "die heilige catherina von siena".[11]

## Auszeichnungen
- 1987: Kulturpreis der Stadt Kassel für die „Künstlergruppe Wanzke, Steger, Budesheim“[12]